# Paronychia birmanica
Paronychia birmanica är en nejlikväxtart som beskrevs av Gandoger. Paronychia birmanica ingår i släktet prasselörter, och familjen nejlikväxter. Inga underarter finns listade i Catalogue of Life.